# Питър Бонети
Питър Филип Бонети (на английски: Peter Phillip Bonetti, 27 септември 1941 г. – 12 април 2020 г.), е бивш английски футболист, вратар. През по-голямата част от кариерата си играе във футболен клуб „Челси“, бивш национал от националния отбор по футбол на Англия. Вторият играч по брой мачове в класацията на „Челси“. По резултат от гласуване на официалния сайт на отбора, Бонети влиза в списъка на Легендите на клуба. Световен шампион от 1966 г..

## Постижения

### Отборни
С „Челси“
- Носител на Купата на Англия – 1 (1970 г.)
- Носител на Купа на Футболната лига – 1 (1965)
- Носител на Купа на носителите на купи – 1 (1971)
- Общо – 3 трофея

### С националния отбор
- Световен шампион – 1 (от първенството през 1966 г.)
- Общо – 1 трофей

### Лични
- Играч на годината на „Челси“ – 1 (1967)
- Награда за особени заслуги за „Челси“ - 1 (2010)